# Грузія під час російсько-української війни
Грузія та вторгнення Росії на Україну — реакція та дії влади та громадянського суспільства Грузії на російське вторгнення на Україну, що розпочалося 24 лютого 2022 року під час російсько-української війни.

## Окупація й анексія Криму
1 березня 2014 року, Президент Грузії Георгій Теймуразович Маргвелашвілі закликав міжнародну спільноту «не дозволити розпочати новий конфлікт у Європі та використати всі доступні методи для запобігання можливої агресії та збереження суверенітету і територіальної цілісності України». 6 березня Парламент Грузії прийняв резолюцію про підтримку суверенітету і територіальної цілісності України та рішуче засудив силові дії проти суверенітету України, які здійснює Російська Федерація, а також всі інші дії, що здійснюються з порушенням основних принципів міжнародного права. У резолюції наголошується, що «нещодавні агресивні дії Російської Федерації проти суверенітету та територіальної цілісності України, які здійснені за допомогою військових частин на території України, є порушенням положень двосторонніх угод та містять загрозу масштабної військової агресії. Це свідчить не тільки про серйозну загрозу для дружньої України, але й для Грузії та Європи в цілому». 11 березня Президент Грузії заявив, що «непокараність Російської Федерації у 2008 році за військову інвазію в Грузію, дозволила Москві думати і про захоплення Криму».

## Війна на сході України
У квітні 2014, грузинський президент Георгій Маргвелашвілі сказав в інтерв'ю: "Я не думаю, що це хороший вибір для росіян, це знищить відносини Росії. У зв'язку з війною росіяни можуть поводити  себе більше агресивно". Також сказав, що Росії потрібно зрозуміти те, що відносини між нею та країнами у всьому світу не можуть будуватися через військові дії. У березні 2015 року він продовжив свої попередні зауваження, сказавши: «окупація грузинських територій у 2008 році, війна в Україні в 2014 році та підтримка сепаратистів у Придністров’ї — це не що інше, як... покарання Грузії, України та Молдови Москвою за їхній Європейський вибір».

## Російське вторгнення в Україну

### Влада
Влада Грузії спочатку зайняла проукраїнську позицію щодо вторгнення Росії в Україну. Так, 24 лютого 2022 року прем'єр-міністр Грузії Іраклій Гарібашвілі заявив, що політика Російської Федерації щодо України є «вопиючим порушенням міжнародного порядку». Також він закликав Міжнародне співтовариство вжити всіх заходів, щоб уникнути подальшої ескалації військового конфлікту.
Президент Грузії Саломе Зурабішвілі також підтримала українську сторону і закликала Росію припинити війну.
1 лютого 2023 року думку президентка Грузії Саломе Зурабішвілі, майбутнє дипломатичне врегулювання повномасштабної війни Росії проти України має також включати питання виведення російських військ з окупованих грузинських територій. Секретар РНБО Олексій Данілов різко відреагував на цю пропозицію.

### Громадянське суспільство
Більшість населення Грузії також зайняло проукраїнську позицію. 24 лютого 2022 року в найбільших містах країни (Батумі, Кутаїсі, Зугдіді, Поті та Тбілісі) пройшли акції та виступи на підтримку України. Сотні людей вийшли на вулиці з українськими прапорами, українським гімном, плакатами та закликами до припинення бойових дій.
Учасники мітингу в столиці провели ходу до парламенту Грузії, а потім вишикувалися в живий ланцюг до площі Свободи, перекривши автомобільний рух.

### Звинувачення у допомозі Російській Федерації
У квітні 2022 року Грузія, незважаючи на проукраїнську позицію, відмовилася приєднатися до економічних санкцій проти Росії. Прем'єр-міністр Грузії Іраклій Гарібашвілі заявив, що рішення було ухвалено виходячи з інтересів країни та народу, при цьому виступивши за необхідність якнайшвидшого припинення російської «військової операції» в Україні. Також глава грузинського уряду не підтримав участь грузинських добровольців у військових діях на українській стороні.

Після відмови грузинської сторони вводити санкції, країну почали звинувачувати у допомозі Росії. Президент України Володимир Зеленський 31 березня 2022 року відкликав посла України з Грузії. Він заявив, що «посол працював тільки щоб залишатися на посаді», і взагалі - «він втратив час на дипломатичному фронті».
Не буде зброї, не буде санкцій, не буде обмежень для російського бізнесу – шукайте іншу роботу, – заявив він[джерело?].

Наступного дня, 1 квітня 2022 року, Президент Грузії Саломе Зурабішвілі заявив, що її країна підтримує економічні санкції проти Росії та всі міжнародні резолюції щодо підтримки Україні у війні.
5 квітня 2022 року Нед Прайс керівник прес-служби Держдепартаменту США заявив, що він не може підтвердити або прокоментувати дані про те, що Грузія допомагає Росії обходити санкції Заходу, введені в результаті російського вторгнення на Україну в лютому 2022.

## Гуманітарна допомога Україні
26 лютого 2022 року влада Грузії заявила про те, що їхня країна надасть Україні гуманітарну допомогу у вигляді 1 мільйона ларі ($320 тис або ₽26 млн), на які, за їхніми словами, буде закуплено фармацевтичну продукцію та предмети медичного призначення.
2 березня 2022 року грузинська влада заявила, що зробить наступні заходи підтримки українській стороні: допомагатимуть громадянам України, які приїхали до Грузії, запустять гарячу лінію 24/7 для українських туристів; « Пошта Грузії » безкоштовно відправлятиме гуманітарні посилки на Україну, а тбіліська телевежа та стадіон у Батумі були підсвічені квітами державного прапора України. Біля президентського палацу, поряд із грузинськими, було вивішено й українські прапори.
Президент Грузії Саломе Зурабішвілі написала на своїй сторінці у Facebook:
Підтримка президента Грузії виражається не у прапорах, а в його чітких заявах! Сьогодні його присутність у Парижі та Брюсселі служить саме цій меті.
.

19 березня 2022 року тимчасовий повірений у справах України в Грузії Андрій Касьянов заявив на брифінгу, що до 580 тонн грузинської гуманітарії відправлено в Україну 2 літаки та 22 фури. Також він додав, що кошти, що надходять на спеціальні рахунки посольства у Тбілісі, повністю витрачаються на потреби Збройних сил України. За його словами, на ці гроші в Грузії, Туреччині та Польщі вони закуповують предмети побуту, ліки та спеціальні аптечні набори.
11 квітня 2022 року прем'єр-міністр Грузії Іраклій Гарібашвілі заявив, що Грузія не надаватиме військової допомоги Україні.